# Jagwar Ma
Jagwar Ma es una banda de rock australiana de Sídney. Su álbum debut, Howlin, fue lanzado en 2013, cosechando elogios de la crítica, así como elogios de Noel Gallagher y las comparaciones con los géneros de la música de rock británica Madchester y Baggy de finales de 1980 y principios de 1990.

## Miembros
- Gabriel Winterfield - vocalista, guitarra
- Jono Ma - teclados, coros, batería
- Jack Freeman - bajo, teclados

## Discografía

### Álbumes
- Howlin (2013)
- Every Now & Then (2016)

### Sencillos
- «Come Save Me» (enero de 2012)
- «The Throw» (febrero de 2013)
- «Man I Need» (2013)
- «Come Save Me» (relanzamiento) (28 de octubre de 2013)
- «Uncertainty» (febrero de 2014)
- «O B 1» (15 de julio de 2016)
- «Give Me a Reason» (19 de agosto de 2016)

### EP
- The Time and Space Dub Sessions (2013)